# Quintana María
Quintana María es una localidad española perteneciente al municipio de Valle de Tobalina, en la provincia de Burgos.

## Descripción
Pertenece al término municipal burgalés de Valle de Tobalina, en la comunidad autónoma de Castilla y León. 
El río Ebro discurre cerca de la población, al sur del núcleo urbano. Aparece descrita en el decimotercer volumen del Diccionario geográfico-estadístico-histórico de España y sus posesiones de Ultramar de Pascual Madoz de la siguiente manera:

QUINTANA MARIA: v. en la prov., dióc., aud. terr. y c. g. de Burgos (12 leg.), part. jud. de Villarcayo ( 1/2) y ayunt. titulado del Valle de Tovalina, cuya capital es Quintana Martín Galindez (1). sit. á la parte occidental de una pequeña cuesta; reinan con especialidad los vientos N., E. y S., y por lo regular no se padecen otras enfermedades que las estacionales. Tiene 30 casas; una fuente de aguas potables y buenas; una igl. parr. (San Juan Evangelista) servida por un cura y un sacristan, y un pequeño cementerio. Confina el térm.: N. Lomana; E. Santocildes; S. r. Ebro, y O. Palazuelos. Su terreno es secano y de mediana calidad; contiene canteras de piedra bastante buena, y á dist. de 1/2 leg. de la pobl. corre por él el mencionado r. Ebro. Los caminos son de comunicacion para los pueblos inmediatos, y la correspondencia se recibe de Frias por los mismos interesados. prod.: trigo, maiz, uvas y pavias. ind.: la agrícola. pobl.: 45 vec., 56 almas. cap. prod.: 229,220 rs. imp.: 22,141.
(Madoz, 1849, p. 324)